# Olgia
Olgia es un género de foraminífero bentónico de la familia Olgiidae, de la superfamilia Textularioidea y del orden Textulariida.  Su especie tipo es Clavulina pacifica. Su rango cronoestratigráfico abarca el Holoceno.

## Clasificación
Olgia incluye a la siguiente especie:
- Olgia pacifica